# Benjamin Schumacher
Benjamin Schumacher (?, S.XX) més conegut com a Ben Schumacher, és un físic teòric americà. Es va llicenciar al Hendrix College i es va doctorar en filosofia a la Universitat de Texas (Austin).
Actualment treballa com a físic i mestre a la Universitat de Kenyon (universitat d'arts liberal en Ohio rural.), especialitzat en el camp emergent de la teoria d'informació quàntica, estudiant les sorprenents relacions entre la mecànica quàntica, la teoria de la informació, la computació, la termodinàmica i la física del forat negre.
Va descobrir una manera d'interpretar estats quàntics com informació, així com una manera de comprimir la informació en un estat, i emmagatzemar la informació en un nombre inferior d'estats. Aquesta tècnica es coneix com a compressió de Schumacher. Aquest va ser l'anàleg quàntic del teorema de la codificació silenciosa de Shannon, i va ajudar a iniciar el camp conegut com a teoria de la informació quàntica.
També se li atribueix l'invent del terme qbit juntament amb William Wootters de Williams College, consisteix en la computació quàntica similar a la computació tradicional.
És autor de nombrosos articles científics i dos llibres: Physics in Spacetime: An introduction to Special Relativity (Física en l'espai temps: Introducció a la relativitat Espacial), sobre la Relativitat Especial, i Quantum Processes, Systems, and Information (Processos Quàntics, Sistemes i Informació), juntament amb Michael Westmoreland, sobre mecànica quàntica.
Per les seves contribucions, va guanyar el Premi de Comunicació Quantum de 2002 (International Quantum Communication Award), el primer premi internacional en aquest camp, i va ser nomenat membre de l'American Physical Society (Societat de Física Americana).
Ha passat anys sabàtics treballant en el Laboratori Nacional Los Alamos. També ha realitzat investigacions a l'Institut Isaac Newton de la Universitat de Cambridge, l'Institut Santa Fe, l'Institut Perimeter, la Universitat de Nou Mèxic, la Universitat de Montréal, la Universitat d'Innsbruck i la Universitat de Queensland.

## Papers de recerca influent
- Quantum coding. Phys. Rev. A 51, 2738 - 2747 (1995)